# سیشلت
سیشلت (به انگلیسی: Sechelt) یک منطقهٔ مسکونی در کانادا است که در ناحیه مرکزی سان‌شاین، بریتیش کلمبیا واقع شده‌است. سیشلت ۳۹٫۷۱ کیلومتر مربع مساحت و ۱۰٬۲۰۰ نفر جمعیت دارد و ۸ متر بالاتر از سطح دریا واقع شده‌است.